# دالي كاريك
دالي كاريك (بالإنجليزية: Dale Carrick)‏ هو لاعب كرة قدم بريطاني، ولد في 7 يناير 1994 في إدنبرة في المملكة المتحدة. شارك مع منتخب اسكتلندا تحت 16 سنة لكرة القدم ومنتخب اسكتلندا تحت 21 سنة لكرة القدم. أما مع النوادي، فقد لعب مع ريث روفرز ونادي كيلمارنوك وهارت أوف ميدلوثيان.

## وصلات خارجية
- دالي كاريك على موقع قاعدة بيانات كرة القدم.إي يو (الإنجليزية)
- دالي كاريك على موقع Soccerbase.com (لاعب) (الإنجليزية)
- دالي كاريك على موقع Soccerway.com (الإنجليزية)
- دالي كاريك على موقع عالم كرة القدم.نت (الإنجليزية)